# Saison 3 de Lucifer
Chronologie
Saison 2 Saison 4
La troisième saison de Lucifer, série télévisée américaine, est composée de vingt-six épisodes et a été diffusée du 2 octobre 2017 au 28 mai 2018 sur Fox, aux États-Unis.

## Synopsis
Alors que Lucifer comptait révéler toute la vérité à Chloe, il se fait kidnapper et se réveille en plein milieu du désert. Lorsqu'il se relève, ses ailes se déploient et il n'a aucune explication. Au fil des enquêtes, il découvre que c'est l'Ultime Pécheur, un criminel qui semble s'intéresser de très près à Lucifer pour une raison inconnue et mystérieuse.

## Distribution

### Acteurs principaux
- Tom Ellis (VF : Damien Ferrette) : Lucifer Morningstar
- Lauren German (VF : Stéphanie Lafforgue) : lieutenant Chloe Decker
- Kevin Alejandro (VF : Pierre Tessier) : Daniel « Dan » Espinoza / Lieutenant Ducon
- Tricia Helfer (VF : Laura Préjean) : Charlotte Richards
- Aimee Garcia (VF : Dorothée Pousséo) : Ella Lopez
- D. B. Woodside (VF : Jean-Louis Faure) : Amenadiel
- Lesley-Ann Brandt (VF : Barbara Beretta) : Mazikeen « Maze » Smith (en)
- Scarlett Estevez (VF : Lana Ropion) : Beatrice « Trixie »
- Tom Welling (VF : Tony Marot) : Capitaine Marcus Pierce / Caïn / L'Ultime Pêcheur
- Rachael Harris (VF : Nathalie Homs) : Dr Linda Martin

### Acteurs récurrents
- Kevin Carroll (en) : Le faux ultime pêcheur (5 épisodes)
- Jeremiah Birkett : Lee Garner / Monsieur Dehors petasse (1 épisode, récurrence à travers les saisons)

### Invités
- Lauren Holly : Roxie Pagliani (épisode 6)
- Patrick Fabian (VF : Nicolas Marié) : Reese Getty (épisode 7)
- Jillian Rose Reed : Cece (épisode 17)
- Charlyne Yi : Ray-Ray / Azrael, la petite sœur de Lucifer et Amenadiel[2] (épisode 25)
- Neil Gaiman : God (voix)[3] (épisode 26)

## Production

### Développement
Le 13 février 2017, la série a été renouvelée pour cette troisième saison de vingt-deux épisodes.
En mars 2017, il a été révélé que la deuxième saison n'a été conçue que pour une intrigue de dix-huit épisodes et les quatre épisodes restants seront intégrés à la diffusion de la troisième, composant celle-ci de vingt-six épisodes,.
En janvier 2018, Chris Rafferty a déclaré que la troisième saison serait finalement composée de vingt-quatre épisodes.
Le 30 mars 2018, le showrunner Ildy Modrovich a annoncé que les deux derniers épisodes non intégrés à la troisième saison seront ajoutés à une potentielle quatrième saison si la série est renouvelée.
Le 11 mai 2018, à la suite de l'annulation de la série, la production annonce que les deux épisodes non diffusés seront finalement programmés afin de clore la série si aucune négociation n'aboutissait. Dix jours plus tard, les deux épisodes sont annoncés pour être diffusés le 28 mai 2018.

### Attribution des rôles
En octobre 2017, Lauren Holly a obtenu un rôle d'invité le temps d'un épisode.
En juillet 2017, Tom Welling a obtenu un rôle principal lors de cette saison.
En octobre 2017, Kevin Carroll (en) a obtenu un rôle d'invité le temps de deux épisodes.
En décembre 2017, Jillian Rose Reed a obtenu un rôle d'invité.

### Diffusions
- Aux États-Unis, elle est diffusée depuis le 2 octobre 2017 sur le réseau Fox.
- Au Canada, elle est diffusée 24 heures à l'avance ou en simultané sur le réseau CTV.

## Liste des épisodes

### Épisode 1:Le Retour des ailes
- Canada : 1er octobre 2017 sur CTV[16]
- États-Unis : 2 octobre 2017 sur Fox[17]
- France : 2 avril 2018 sur 13e rue[18]
- Québec : 29 août 2018 sur MAX[19]
- Belgique : 5 juin 2019 sur La Deux

- Canada : 1,21 million de téléspectateurs[20] (première diffusion + différé 7 jours)
- États-Unis : 3,92 millions de téléspectateurs[21]

- Pej Vahdat (Josh McGregor)
- Michael Gladis (Sam)
- Jeremiah Birkett (Lee)

### Épisode 2:Mort d'un comique
- Canada : 8 octobre 2017 sur CTV
- États-Unis : 9 octobre 2017 sur Fox
- France : 2 avril 2018 sur 13e rue
- Québec : 5 septembre 2018 sur MAX
- Belgique : 5 juin 2019 sur La Deux

- Canada : 1,02 million de téléspectateurs[22] (première diffusion + différé 7 jours)
- États-Unis : 3,33 millions de téléspectateurs[23]

- Camille Chen (Sheila Vestal)
- Kevin Christy (Bobby Lowe)
- Saxon Sharbino (Carly Glantz)
- Rickey Eugene Brown (Tyson Crawford)
- Tom Wilson (Judge)
- Antonio Jaramillo (Jerry Blackcrow Ross)
- John Posey (Judge)
- Omar Leyva (Lalo Vasquez)
- Suzanne Cryer (Grace Foley)
- Ian Reed Kesler (The Fixer)
- Matthew Yang King (Adrian Yates)

### Épisode 3:M.etMmeMazikeen Smith
- Canada : 15 octobre 2017 sur CTV
- États-Unis : 16 octobre 2017 sur Fox
- France : 9 avril 2018 sur 13e rue
- Québec : 12 septembre 2018 sur MAX

- États-Unis : 3,19 millions de téléspectateurs[24]

- Marco Sanchez (lieutenant Herrera)
- Erica Cerra (Athena)
- Haig Sutherland (Norm)
- Stephanie Bennett (Muffy)
- Andy Nez (Pete)
- Cate Cohen (Joan)
- Chris McKenna (Ben Rivers)

### Épisode 4:Que ferait Lucifer?
- Canada : 22 octobre 2017 sur CTV
- États-Unis : 23 octobre 2017 sur Fox
- France : 9 avril 2018 sur 13e rue
- Québec : 19 septembre 2018 sur MAX

- Canada : 960 000 téléspectateurs[25] (première diffusion + différé 7 jours)
- États-Unis : 3,26 millions de téléspectateurs[26]

- Saxon Sharbino (Carly Glantz)
- Rickey Eugene Brown (Tyson Crawford)
- Antonio Jaramillo (Jerry Blackcrow Ross)
- John Posey (Judge)

### Épisode 5:La Revenante
- États-Unis /  Canada : 30 octobre 2017 sur Fox / CTV
- France : 16 avril 2018 sur 13e rue
- Québec : 26 septembre 2018 sur MAX

- États-Unis : 3,37 millions de téléspectateurs[27]
- Canada : 1,07 million de téléspectateurs[28] (première diffusion + différé 7 jours)

- Omar Leyva (Lalo Vasquez)
- Suzanne Cryer (Grace Foley)
- Ian Reed Kesler (The Fixer)
- Matthew Yang King (Adrian Yates)

### Épisode 6:Escapade à Las Vegas
- États-Unis /  Canada : 6 novembre 2017 sur Fox / CTV
- France : 16 avril 2018 sur 13e rue
- Québec : 3 octobre 2018 sur MAX

- États-Unis : 3,48 millions de téléspectateurs[29]
- Canada : 1,46 million de téléspectateurs[30] (première diffusion + différé 7 jours)

- Andy Milder (Judd)
- Lauren Holly (Roxie Pagliani)
- Jack Yang (Dt. Jay Wong)
- Lindsey Gort (Candy Morningstar)

### Épisode 7:L'Enfer du journaliste
- États-Unis /  Canada : 13 novembre 2017 sur Fox / CTV
- France : 23 avril 2018 sur 13e rue
- Québec : 10 octobre 2018 sur MAX

- États-Unis : 3,58 millions de téléspectateurs[31]
- Canada : 1,46 million de téléspectateurs[32] (première diffusion + différé 7 jours)

- Patrick Fabian (Reese Getty)
- Fiona Vroom (l'infirmière)
- John Billingsley (Alvin Kampinsky)
- Bree Condon (Veronica)

### Épisode 8:Apparences
- États-Unis /  Canada : 20 novembre 2017 sur Fox / CTV
- France : 23 avril 2018 sur 13e rue
- Québec : 17 octobre 2018 sur MAX

- États-Unis : 3,26 millions de téléspectateurs[33]
- Canada : 1,3 million de téléspectateurs[34] (première diffusion + différé 7 jours)

- Mikaela Hoover (Esther)
- Michael Rady (Mack Slater)

### Épisode 9:L'Ultime Pêcheur
- États-Unis /  Canada : 4 décembre 2017 sur Fox / CTV
- France : 30 avril 2018 sur 13e rue
- Québec : 24 octobre 2018 sur MAX

- États-Unis : 3,39 millions de téléspectateurs[35]
- Canada : 1,16 million de téléspectateurs[36] (première diffusion + différé 7 jours)

- Kevin Carroll (en) (Ultime Pêcheur)
- Andy Davoli (Frankie Ferrante)
- Andy Cohen (Joey Pileggi)
- Momo Dione (Bouncer)

### Épisode 10:Tel est pris qui croyait prendre
- États-Unis /  Canada : 11 décembre 2017 sur Fox / CTV
- France : 30 avril 2018 sur 13e rue
- Québec : 31 octobre 2018 sur MAX

- États-Unis : 3,36 millions de téléspectateurs[37]
- Canada : 1,21 million de téléspectateurs[38] (première diffusion + différé 7 jours)

- Kevin Carroll (Ultime Pêcheur)
- Britt Baron (Maggie Cole)
- Anastasia Leddick (Helena Handbasket)

### Épisode 11:La Cité des anges?
- États-Unis /  Canada : 1er janvier 2018 sur Fox / CTV
- France : 7 mai 2018 sur 13e rue
- Québec : 7 novembre 2018 sur MAX

- États-Unis : 3,11 millions de téléspectateurs[39]
- Canada : 1,12 million de téléspectateurs[40] (première diffusion + différé 7 jours)

- Chris Mulkey (Gil)
- Taylor Black (Misty Canyons)
- John Charles Meyer (Tio)

### Épisode 12:La Journée du lieutenant
- États-Unis /  Canada : 22 janvier 2018 sur Fox / CTV
- France : 7 mai 2018 sur 13e rue
- Québec : 14 novembre 2018 sur MAX

- États-Unis : 3,77 millions de téléspectateurs[41]
- Canada : 1,48 million de téléspectateurs[42] (première diffusion + différé 7 jours)

Kate Beahan (Justine Doble)

### Épisode 13:Jusqu'à ce que la mort nous sépare
- États-Unis /  Canada : 29 janvier 2018 sur Fox / CTV
- France : 14 mai 2018 sur 13e rue
- Québec : 21 novembre 2018 sur MAX

- États-Unis : 3,67 millions de téléspectateurs[43]
- Canada : 1,34 million de téléspectateurs[44] (première diffusion + différé 7 jours)

- Audrey Moore (Anya)
- Paul Fitzgerald (Brian)
- Steve Suh (Brandon Hong)

Lucifer et Chloe cherchent à trouver l'assassin d'une fabricante de méthamphétamine et d'ecstasy qui s'était réfugiée au sein d'une banlieue huppée. Pour cela, Pierce et Lucifer doivent alors s'infiltrer sous couverture et en tant que couple, l'occasion pour Lucifer de comprendre l'immortel et trouver un moyen de le tuer. Ils se découvrent alors des points communs assez spéciaux...

### Épisode 14:Comment tuer un immortel
- États-Unis /  Canada : 5 février 2018 sur Fox / CTV
- France : 14 mai 2018 sur 13e rue
- Québec : 28 novembre 2018 sur MAX

- États-Unis : 3,71 millions de téléspectateurs[45]
- Canada : 1,37 million de téléspectateurs[46] (première diffusion + différé 7 jours)

- Jackie Geary (Tiffany James)
- Ed Kerr (Don Zeikel)
- Rey Valentin (Jay Lopez)
- Anthony Pierre Christopher (Salesman)

### Épisode 15:La Promo de 3001
- Canada : 25 février 2018 sur CTV
- États-Unis : 26 février 2018 sur Fox
- France : 21 mai 2018 sur 13e rue
- Québec : 2 janvier 2019 sur MAX[47]

- Canada : 892 000 téléspectateurs[48] (première diffusion + différé 7 jours)
- États-Unis : 3,18 millions de téléspectateurs[49] (première diffusion)

- Russell Wong (Vincent Green)
- Austin Basis (Todd Cornwell)
- Trevor Donovan (Max Evans)
- Julie Gonzalo (Jessica Johnson)

### Épisode 16:Cobaye des enfers
- États-Unis /  Canada : 5 mars 2018 sur Fox / CTV
- France : 21 mai 2018 sur 13e rue
- Québec : 9 janvier 2019 sur MAX

- États-Unis : 3,13 millions de téléspectateurs[50] (première diffusion)

- Lauren Lapkus (Bree Garland/Abel)
- Jacqueline Obradors (Alexa Lee)
- Blake Shields (Liam Wade)

### Épisode 17:Sous les projecteurs
- États-Unis : 12 mars 2018 sur Fox / CTV
- Canada : 18 mars 2018 sur CTV
- France : 28 mai 2018 sur 13e rue
- Québec : 16 janvier 2019 sur MAX

- États-Unis : 2,97 millions de téléspectateurs[51] (première diffusion)

- Skye Townsend (Axara)
- Jillian Rose Reed (Cece)
- Tom Gallop (Rohan)

### Épisode 18:Les Cœurs brisés
- Canada : 18 mars 2018 sur CTV
- États-Unis : 19 mars 2018 sur Fox
- France : 28 mai 2018 sur 13e rue
- Québec : 23 janvier 2019 sur MAX

- Canada : 874 000 téléspectateurs[52] (première diffusion + différé 7 jours)
- États-Unis : 3,23 millions de téléspectateurs[53] (première diffusion)

- Fiona Gubelmann (Kay/Maddie)
- Joshua Gomez (Neil Berger)
- Andrew Leeds (Joel)

### Épisode 19:Maze en colère
- Canada : 25 mars 2018 sur CTV
- États-Unis : 26 mars 2018 sur Fox
- France : 4 juin 2018 sur 13e rue
- Québec : 30 janvier 2019 sur MAX

- Canada : 962 000 téléspectateurs[54] (première diffusion + différé 7 jours)
- États-Unis : 3,19 millions de téléspectateurs[55] (première diffusion)

### Épisode 20:L'Ange de San Bernardino
- Canada : 15 avril 2018 sur CTV
- États-Unis : 16 avril 2018 sur Fox
- France : 4 juin 2018 sur 13e rue
- Québec : 6 février 2019 sur MAX

- Canada : 1,1 million de téléspectateurs[56] (première diffusion + différé 7 jours)
- États-Unis : 3,18 millions de téléspectateurs[57] (première diffusion)

- Lidia Porto (Rosie Hernandez)
- Brandon Barash (Jeremy Bell)
- Katherine Boecher (Mary Bell)
- Scott Allen Rinker (Matt Kessman)

- Un extrait de la série Bones (saison 3, épisode 6, diffusé en 2007) est montré brièvement, dont l'acteur Scott Allen Rinker dans le rôle d'un docteur. Il joue ici le rôle de l'acteur qui a joué dans cet épisode[58].

### Épisode 21:La Compétition
- Canada : 22 avril 2018 sur CTV
- États-Unis : 23 avril 2018 sur Fox
- France : 11 juin 2018 sur 13e rue
- Québec : 13 février 2019 sur MAX

- Canada : 1,08 million de téléspectateurs[59] (première diffusion + différé 7 jours)
- États-Unis : 2,82 millions de téléspectateurs[60] (première diffusion)

- Robert Curtis Brown : William Sterling
- Greg Ellis : Myles Drucker
- Jessica Lee Keller : Amber Fontaine
- Michael Owen : Biker

### Épisode 22:L'Enterrement de vie de jeune fille
- Canada : 29 avril 2018 sur CTV
- États-Unis : 30 avril 2018 sur Fox
- France : 11 juin 2018 sur 13e rue
- Québec : 20 février 2019 sur MAX

- Canada : 1,11 million de téléspectateurs[61] (première diffusion + différé 7 jours)
- États-Unis : 2,84 millions de téléspectateurs[62] (première diffusion)

- Eric Nenninger : Frederick Hoffman
- Billy Malone : Vincent Walker
- Victoria Gabrielle Platt : Dr. Valerie Haynes

### Épisode 23:Du Deckerstar tout craché
- Canada : 6 mai 2018 sur CTV
- États-Unis : 7 mai 2018 sur Fox
- France : 25 juin 2018 sur 13e rue
- Québec : 27 février 2019 sur MAX

- États-Unis : 2,9 millions de téléspectateurs[63] (première diffusion)

- Colin Egglesfield : Ben Wheeler
- Doug Savant : Forest Clay
- Terrell Tilford : Robert Ertz
- Emma Bell : Mia Hytner
- Alya Lei : Carly
- Aidan Gail : Micah Richards

Après avoir rendu sa bague à Pierce, Chloe essaye tant bien que mal d'oublier son histoire d'amour en se concentrant sur une nouvelle affaire, la mort d'une riche épouse d'un joueur de baseball violent et infidèle. Lucifer abandonne l'idée de révéler ses sentiments à Chloe, considérant qu'il a gagné, tandis qu'Ella se sent mal d'avoir été égoïste envers Chloe et s'excuse de ce qu'il s'est passé le jour de son enterrement de vie de jeune fille.
De son côté, Pierce fait appel à Maze pour l'aider dans son plan : tuer Amenadiel pour récupérer sa marque. Mais le moment venu, Maze se rétracte et décide de tuer Pierce. Elle se rend alors chez lui pour le tuer, mais celui-ci s'en sort au cours d'une longue bagarre et décide d'aller tuer Amenadiel lui-même. Au même moment sur une scène de crime, Lucifer décide finalement d'avouer ses sentiments à Chloe et de lui révéler sa vraie nature. Face à ses révélations, Chloe décide de s'ouvrir aussi à lui et ils s'embrassent.

### Épisode 24:Parole de diable
- Canada : 13 mai 2018 sur CTV
- États-Unis : 14 mai 2018 sur Fox
- France : 25 juin 2018 sur 13e rue
- Québec : 6 mars 2019 sur MAX

- Canada : 1,09 million de téléspectateurs[64] (première diffusion + différé 7 jours)
- États-Unis : 3,2 millions de téléspectateurs[65] (première diffusion)

### Épisode 25:Trop nul d'être normal!
- États-Unis /  Canada : 28 mai 2018 sur Fox[11] / CTV
- France : 18 juin 2018 sur 13e rue
- Québec : 13 mars 2019 sur MAX

- États-Unis : 2,42 millions de téléspectateurs[66] (première diffusion)
- Canada : 1,01 million de téléspectateurs[67] (première diffusion + différé 7 jours)

- Charlyne Yi : Ray-Ray / Azrael
- Madeleine Coghlan : Beckett Wilson
- Nadine Ellis : Iris / Wesley Wolf
- Sebastian Cole : Howard
- Jonathan Goldstein : Jonathan Burke
- Aiden Lewandowski : Felix Rodriguez
- Maria Maestas McCann : Sofia Rodriguez
- J.R. Yenque : Anthony Rodriguez

### Épisode 26:Il était une fois
- États-Unis /  Canada : 28 mai 2018 sur Fox[11] / CTV
- France : 18 juin 2018 sur 13e rue
- Québec : 20 mars 2019 sur MAX

- États-Unis : 2,42 millions de téléspectateurs[66] (première diffusion)
- Canada : 1,01 million de téléspectateurs[67] (première diffusion + différé 7 jours)

- Neil Gaiman : Dieu, voix
- Louis Herthum : Lt. John Decker
- Brian Tee : Ben Rogers
- David Meunier : Rex Wilson
- Al Coronel : Nick Seals
- Selkie Hom : Erika Dunlap
- Jermaine Love : Nathan Fury
- Rocky Myers : Stryder Novac